# 杨家口站
杨家口站是津山铁路和唐山客车线 （页面存档备份，存于）上的一个铁路车站，位于河北省唐山市路北区杨家口，距南仓站138公里，距山海关站165公里，建于1996年，目前为四等站，邮政编码为063021。目前客运：不办理旅客乘降；不办理行李、包裹托运；不办理货运营业。